# Marta Traba
Marta Traba Taín (ur. 25 stycznia 1930 w Buenos Aires, Argentyna, zm. 27 listopada 1983 w Mejorada del Campo, Hiszpania) – argentyńska pisarka i historyk sztuki.
Urodziła się w rodzinie pochodzącego z Galicji pisarza Francisco Traby, w domu rodzinnym panowała bieda, ponieważ jej ojciec uważał się za artystę, był alkoholikiem, często nie pracował i nie opłacał czynszu. Studiowała filozofię i historię literatury na Uniwersytecie Buenos Aires, gdzie w 1950 uzyskała dyplom. Podczas studiów pracowała w prowadzonym przez krytyka literackiego Jorge Romero Bresta czasopiśmie „Ver y Estimar”.
Aby kontynuować naukę wyjechała do Rzymu, a rok później do Paryża. Od 1951 do 1953 studiowała na Sorbonie, rok później przeniosła się do Bogoty, gdzie wykładała historię sztuki i sztukę latynoamerykańską w Universidad de las Americas i Universidad de los Andes, prowadziła również programy kulturalne w telewizji. Od 1957 współpracowała z czasopismem „Prism”, w 1963 należała do grupy założycieli Museo de Arte Moderno de Bogota, którym kierowała do 1968. Od 1967 wykładała historię kultury i sztuki na Universidad Nacional de Colombia. W tym czasie rozwiodła się z Alberto Zalamea, z którym miała dwóch synów, Gustavo i Fernando.
W 1968 po dojściu do władzy Carlosa Llerasa Restrepo do uczelni wkroczyło wojsko, Marta Traba stanęła na czele protestujących i została uznana za obcokrajowca, którego obecność terenie Kolumbii jest niepożądana. Otrzymała dobę na opuszczenie kraju, od tego czasu przebywała stale na emigracji. Wyjechała do Montevideo w Urugwaju, gdzie przyznano jej stypendium Gugenheima. Poznała tam swojego drugiego męża, był nim krytyk literacki Ángel Rama.
W 1970 wyjechała do Portoryko, gdzie wykładała na tamtejszym uniwersytecie. W 1973 wyjechała do Chile w odwiedziny do syna, w tym czasie miał miejsce zamach stanu i śmierć Salvadora Allende. Swoje wspomnienia z tego okresu zawarła w autobiograficznej części powieści „Conversación al Sur”. Od 1973 do 1979 mieszkała w Caracas, gdzie wykładała sztukę łacińską na Universisad Central de Venesuela, a następnie na rok wyjechała do Barcelony. Z Hiszpanii przeniosła się do Stanów Zjednoczonych, wykładała na Harvardzie i na Uniwersytecie Princeton.
W 1980 zachorowała na nowotwór, przeszła operację i długą rehabilitację. Na początku 1982 władze Stanów Zjednoczonych odrzuciły jej podanie o pozwolenie na pobyt twierdząc, że przedłożyła sfałszowane dokumenty. Przeniosła się wówczas z mężem do Paryża. Zginęła tragicznie razem z mężem Ángelem Rama udając się do Bogoty na hiszpańsko-amerykański kongres kultury podczas katastrofy samolotu Boeing 747 należącego do Compañía Avianca lecącego do Wenezueli. Spadł on podchodząc do międzylądowania w Madrycie dwanaście kilometrów od lotniska w Mejorada del Campo, razem z nią zginęli wówczas m.in. krytyk literacki Jorge Ibargüengoitia, poeta Manuel Scorza, graficy Jairo Tellez i Tiberio Vanegas, wenezuelska polityk Ana Sixta González de Cuadros i pianistka Rosa Sabater.

## Twórczość
- „Historia Natural de la alegría” /1952/ (poezja);
- „El museo vacío” /1958/;
- „Arte en Colombia” /1960/;
- „Seis artistas contemporáneos colombianos” /1963/;
- „Los cuatro monstruos cardinales” /1965/;
- „Las ceremonias del verano” /1966/;
- „Los laberintos insolados” /1967/;
- „Pasó así” /1968/;
- „La Jugada del día sexto” /1969/;
- „Dos décadas vulnerables en las artes plásticas latinoamericanas (1950-1970)” /1973/;
- „Mirar En Caracas” /1974/;
- „Mirar en Bogota” /1976/;
- „Homérica Latina” /1979/;
- „Conversación al sur /1981/;
- „En cualquier lugar” /1984/;
- „Museo de arte moderno” /1984/;
- „De la mañana a la noche” /1986/;
- „Casa sin fin” /1987/;
- „Arte de América Latina 1900-1980”.